# Roy Buchanan
Leroy "Roy" Buchanan (23 de septiembre de 1939-14 de agosto de 1988), fue un guitarrista estadounidense de blues, pionero en el uso del sonido Telecaster. Se caracteriza por su uso del glissando, de rápidos staccatos y de pellizcos armónicos. 

## Carrera
La carrera musical de Roy Buchanan empezó en Pixley, California. Su padre fue un aparcero. Buchanan contó cómo su primer recuerdo musical está vinculado a reuniones de mezcla racial promovidas por su familia. “Gospel”, decía, “así fue cómo entré en la música negra”. Creció, efectivamente, entre influencias muy dispares mientras aprendía a tocar su instrumento. Inicialmente, demostró talento para la steel guitar antes de cambiarse al instrumento estándar a comienzos de los cincuenta.
En 1957 Buchanan hizo su grabación de debut, tocando el solo de "My Babe" Dale Hawkins para Chess Records.
Tres años más tarde, Buchanan se dirigió a Canadá, donde tocó la guitarra en el grupo de Ronnie Hawkins (más tarde conocido como The Band). Uno de los guitarristas del grupo, Robbie Robertson, estudió guitarra aprendiendo de Buchanan y terminó por ser el guitarrista principal cuando este abandonó el grupo.
Los comienzos de los 60 sitúan a Buchanan tocando de acompañante en muchas bandas de rock y con músicos como Freddy Cannon y Merle Kilgore.
La carrera musical de Buchanan le llevó de giras en clubs en los años 60 y 70 a la televisión nacional, a las ventas de discos de oro y a los viajes mundiales en los años 80 con Lonnie Mack, The Allman Brothers Band y Willie Nile.

## Fallecimiento
Cuando le arrestaron por conducir en estado de ebriedad en el condado de Fairfax (cuya estación policial ya había tenido problemas con muertes dudosas). Algunas horas después, Buchanan fue encontrado ahorcado en su celda con su propia camisa. La causa de la muerte fue registrada oficialmente como suicidio, lo cual ha sido discutido por algunos amigos de Buchanan y familia, teniendo en cuenta la versión de familiares y amigos, dicen que en su calva que en aquel momento llevaba, se le vieron muchos moratones, lo cual es casi imposible suicidarse con una camisa y a la vez antes darse moretones en la cabeza, un compañero de celda en esa misma noche dijo que le propinaron una paliza importante y que uno de los oficiales  dijo " parece que no respira " y así fue como encubrieron una muerte que no quedó del todo esclarecida para familiares medios y amigos.
- Datos: Q561053
- Multimedia: Roy Buchanan / Q561053